# Harald Christensen
Harald Christensen (ur. 9 kwietnia 1907 w Kolding, zm. 27 listopada 1994 w Kopenhadze) – duński kolarz torowy, brązowy medalista olimpijski.

## Kariera
Największy sukces w karierze Harald Christensen osiągnął w 1932 roku, kiedy wspólnie z Willym Gervinem zdobył brązowy medal w wyścigu tandemów podczas igrzysk olimpijskich w Los Angeles. W zawodach tych Duńczycy ulegli jedynie Francuzom w składzie: Maurice Perrin i Louis Chaillot oraz Brytyjczykom: Ernestowi i Stanleyowi Chambersom. Był to jedyny medal wywalczony przez Christensena na międzynarodowej imprezie tej rangi. Na tych samych igrzyskach zajął ponadto siódme miejsce w wyścigu na 1 km. Nigdy nie zdobył medalu na torowych mistrzostwach świata.